# Ophrys garganica
Ophrys garganica es una especie de orquídea terrestre de la familia Orchidaceae. 

## Distribución y Hábitat
Es nativa del nordeste de Toscana en Italia. Se encuentra en España, Francia, Italia y Sicilia en pobres pastizales, praderas, cultivos abandonados, bancales, terrazas, garrigas, matorrales y bosques abiertos en alturas de hasta 1300 m s. n. m.

## Descripción
Es una especie de pequeño a mediano tamaño que prefiere el frío. Son orquídeas terrestres que  florecen en el primavera en una inflorescencia terminal, erecta, de 20 a 40 cm de largo, laxa con 4 a 8 flores de 2 cm de longitud.

## Sinonimia
- Ophrys sphegodes subsp. passionis (Sennen ex Devillers-Tersch. & Devillers) Sanz & Nuet (1995)
- Ophrys sphegodes subsp. garganica E.Nelson (1962)
- Ophrys incubacea subsp. garganica (O.Danesch & E.Danesch) Galesi, Cristaudo & Maugeri (2004)
- Ophrys passionis var. garganica (O.Danesch & E.Danesch) P.Delforge (2004)[1]

## Nombres comunes
- Alemán: Gargano-Ragwurz
- Inglés: The Monte Gargano Ophyrs
- Italiano: Ofride del Gargano